# 横須賀一家
横須賀一家（よこすかいっか）は、神奈川県横須賀市に本拠を置く博徒系暴力団で、指定暴力団・稲川会の2次団体。

## 略歴

### 八代目横須賀一家
八代目総長・金澤伸幸は稲川会において、稲川裕紘率いる三代目体制で会長補佐に就き、2006年7月に発足した角田吉男率いる四代目体制でも引き続き会長補佐を務めている。

## 歴代総長
- 初代 - 小菅兼吉
- 二代目 - 岡安舛五郎
- 三代目 - 稲葉多吉
- 四代目 - 鈴木伊之助
- 五代目 - [石井隆匡]（二代目稲川会会長）
- 六代目 - 宮本広志
- 七代目 - 桜井盛也
- 八代目 - 金澤伸幸（五代目稲川会副会長）
- 九代目 - 今村鉄男
- 十代目 - 西家 隆翔

## 最高幹部
- 総長 - 金澤伸幸
- 若者頭 - 井の上孝彦（稲川会執行部、井の上組組長）
- 幹事長 - 平 憲雄（稲川会直参、平組組長）
- 本部長 - 河本一夫（稲川会代表理事、河本組組長）
- 渉外委員長 - 菱山日出雄（稲川会代表理事、菱山組組長）
- 懲罰委員長 - 今村鉄男（稲川会代表理事、今村組組長）
- 執行部 - 阿部強喜（稲川会理事、阿部組組長）
- 執行部 - 荒木重徳（稲川会理事、荒木組組長）
- 執行部 - 田辺光雄（稲川会理事、田辺組組長）
- 執行部 - 飛田龍一（稲川会理事、飛田組組長）
- 執行部 - 山本 聡（稲川会理事、山本組組長）
- 相談役 - 佐々木 久
- 相談役 - 松本新一郎
- 木村鉄男（木村組組長）
- 佐々木務（佐々木組組長）
- 三橋研一（三橋組組長）
- 山城正吉（山城組組長）
- 原田羊二（原田組組長）
- 平川太郎（平川組組長）
- 井の上貴仁（井の上組組長）
- 関口輝明（関口組組長）
- 安藤 忠（安藤組組長）
- 西家 隆（西家組組長）
- 宮沢幸臣（宮沢組組長）
- 大橋 武（大橋組組長）
- 岡田照幸（岡田組組長）
- 櫻井篤男（櫻井組組長）
- 成澤佳之（成澤組組長）
- 木村博至（木村組組長）
- 鈴木臣実（鈴木組組長
- 水原絃壮（水原組組長）
- 重松祐治（重松組組長）
- 川久保憲一（川久保組組長）
- 永井秀樹（永井組組長）
- 森島耕生（森島組組長）
- 斎木 勝（斎木組組長）
- 國吉明男（國吉組組長）
- 石井淳一（石井組組長）
- 橋本正行（橋本組組長）
- 斉藤申吉（斉藤組組長）
- 直江謙佑（直江組組長）
- 円谷賢陽（円谷組組長）